# Doctor Phillips
Doctor Phillips is een plaats (census-designated place) in de Amerikaanse staat Florida, en valt bestuurlijk gezien onder Orange County.

## Demografie
Bij de volkstelling in 2000 werd het aantal inwoners vastgesteld op 9548.

## Geografie
Volgens het United States Census Bureau beslaat de plaats een oppervlakte van
12,6 km², waarvan 8,8 km² land en 3,8 km² water.

## Plaatsen in de nabije omgeving
De onderstaande figuur toont nabijgelegen plaatsen in een straal van 8 km rond Doctor Phillips.